# ジーントラップ法
ジーントラップ法とはプロモータをもたないレポーター遺伝子をゲノム中に挿入することにより、ある遺伝子の発現パターンなどを調べる分子遺伝学的手法。
すべての生物において、その遺伝子の発現はエンハンサーやプロモーターと呼ばれる塩基配列によって制御されている。
このエンハンサーやプロモーターを持たないレポーター遺伝子がゲノム上に存在するある構造遺伝子の内部に侵入し、その遺伝子産物との融合たんぱく質として発現した場合、この進入したレポーター遺伝子の発現パターンは、挿入を受けた遺伝子のものを反映するであろう事が期待できる。
または、こうしたレポーター遺伝子が構造遺伝子のエクソンの5' 非翻訳領域に挿入されたときに融合たんぱく質を形成していなくとも、同じ事が期待できる。
ジーントラップ法はこのようにレポーター遺伝子がゲノム遺伝子上に存在する構造遺伝子の内部に挿入される事を想定したものである。
これには、エンハンサーやプロモーターばかりではなく開始コドンATGすら無いレポーター遺伝子を用いてそれが、ある構造遺伝子エクソンの翻訳領域に入り、融合タンパク質として発現するのを期待するものと、レポーター遺伝子の上流にスプライシング供与配列、受容配列、及びイントロンを配置し、レポーター遺伝子がエクソンに入ってもイントロンに入っても、融合タンパク質として発現する事が期待できるものがある。
ただ、いずれの場合においてもレポーター遺伝子が発現するためには、レポーター遺伝子の挿入の向きが挿入を受ける遺伝子のものと一致しなくてはならず、融合タンパク質として発現するためには読み枠も一致しなければならない。